# Jordan Walker (beisbolista)
Jordan Walker (Stone Mountain, Georgia, 22 de mayo de 2002) es un jugador profesional estadounidense de béisbol que se desempeña en la posición de jardinero derecho en St. Louis Cardinals, equipo de las Grandes Ligas de Béisbol (MLB).

## Carrera
Fue seleccionado en la primera ronda en el Draft de la MLB de 2020. En 2023 hizo su debut profesional con el equipo St. Louis Cardinals, donde lleva jugando una temporada.